# الذخيرة في محاسن أهل الجزيرة
كتابٌ الذخيرة في محاسن أهل الجزيرة، ألفه أبو الحسن علي بن بسَّام الشنتريني، من أعلام الكُتَّاب والنقاد الأندلسيين، في القرنين الخامس والسادس الهجريين. ولد بجزيرة شنترين، وإليها نسب، في أسرة ميسورة الحال، عنيت بتربيته وتعليمه وإعداده لمستقبل زاهر. أظهر ابن بسام قدرًا من الموهبة الأدبية منذ الصغر، وبدأ يكتب الشعر والنثر فلفت الأنظار إليه.
وكتاب «الذخيرة في محاسن أهل الجزيرة» مصدر على جانب كبير من الأهمية للباحث في تاريخ الأندلس وأدبها في فترة ملوك الطوائف، التي تلت نهاية خلافة قرطبة الأموية، القرن الخامس الهجري/الحادي عشر الميلادي.
أما أهمية الكتاب التاريخية فترجع، إلى احتفاظه بفقرات مطولة من كتاب «المتين» لشيخ مؤرخي الأندلس أبي مروان بن حيان (ت 469هـ/ 1076م)، وهو التاريخ الذي لم يصلنا، وفيه تناول ابن حيان - بأسلوبه البليغ وصدقه وصراحته المعهودتين- تاريخ الأندلس على عهد ملوك الطوائف. إن هذه الفقرات التي أوردها ابن بسام في كتاب «الذخيرة في محاسن أهل الجزيرة» هي كل ما وصلنا من كتاب «المتين»، وأضاف إليها ابن بسام تأريخه هو للثلث الأخير من القرن الحادي عشر بعد وفاة ابن حيان.
وأما من الناحية الأدبية، فإن ابن بسام يعرض لنا بأسلوب بديع مرسل -من دون إغراق في السجع كبعض معاصريه- نماذج ومقتطفات من شعر دفتر أعلام الأدباء في تلك الفترة التي شهد جانبًا منها، أو استقى أخبارها من مصادر قريبة العهد بها.
ويتجلى في «الذخيرة» علم ابن بسام وإلمامه بتاريخ العرب وتمثّله وحفظه أشعارهم وأمثالهم. وقد قدم لأقسام الكتاب بتمهيد تاريخي، ذكر فيه أنه كفاه مؤونته مؤرخ قرطبة ابن حيان، كما اعتمد تاريخًا منظومًا للأندلس لأبي طالب عبد الجبار المتيني من جزيرة شَقَر، وقد عاش هذا المؤرخ في حدود سنة 520هـ، وبعد هذا التمهيد بدأ تراجم الأعلام فذكر اسم المترجم له ولقبه ونسبه وبلده وبعضًا من شعره ونثره.

## أقسام الكتاب
قسم ابن بسام كتابه إلى أربعة أقسام: 
- القسم الأول: - خصصه لأهل قرطبة، وما يجاورها من بلاد في وسط الأندلس. وقد تضمن ترجمة لأربعة وثلاثين شاعراً وأديباً وسياسياً ومؤرخاً من أبرزهم: ابن دراج القسطلي - ابن حزم الأندلسي - ابن شهيد - ابن زيدون وغيرهم.
- القسم الثاني: خصصه لأهل الجانب الغربي من الأندلس، فذكر أهل إشبيلية وما اتصل بها من بلاد ساحل البحر المحيط الرومي. وقد ذكر في هذا القسم ستة وأربعين من الرؤساء والكتاب أشهرهم القاضي أبو القاسم بن عباد وابنه المعتضد، والمعتمد وكيفية خلعه من الحكم وابن عماد ومقتله.
- القسم الثالث: خصصه لأهل الجانب الشرقي من الأندلس. وعرض فيه لكوكبة من نابهى العصر في أفق ذلك الثغر حتى غروب شمس الإسلام هناك. فعرّف فيه بعدد من الرؤساء والكتاب والشعراء من بينهم ابن خفاجة - ابن اللبّانة - ابن أبي الخصال وغيرهم.
- القسم الرابع: خصصه لمن طرأ على جزيرة الأندلس من أدباء وشعراء وكتاب وألحق بهم من لمع في عصره بإفريقيا والشام والعراق. وقد ترجم في هذا القسم لاثنين وثلاثين شخصاً يأتي في مقدمتهم أبو العلاء صاعد البغدادي وابن حمديس الصقلي وغيرهم، ومن أهل المشرق الشريف الرضي - الثعالبي - ابن رشيق القيرواني وغيرهم.